# Mimodactylus
Mimodactylus – rodzaj kredowego pterozaura z rodziny Mimodactylidae. 
Szczątki zwierzęcia odnaleziono na terenie dzisiejszego Libanu, w jednostce skalnej Sannine Limestone datowanej na 95 milionów lat, czyli na późny cenoman (epoka kredy późnej), w stanowisku paleontologicznym typu Lagerstätte koło miejscowości Hjoûla leżącej 35 km na północ od Bejrutu i 10 km w głąb lądu od Jbail. W stanowisku Hjoûla od wielu wieków znajdywano skamieniałości ryb bądź bezkręgowców. Mimodactylus jest pierwszym kompletnym pterozaurem znalezionym nie tylko w tym miejscu, ale w ogóle na terenie dawnego kontynentu afro-arabskiego. Badacze wyróżnili pojedynczy gatunek Mimodactylus libanensis. Nazwa rodzajowa czerpie źródłosłów od skrótowca MIM (Mineral Museum), bejruckiego muzeum przechowującego holotypowy szkielet. Drugi człon nazwy dactylos (δάκτυλος) pochodzi z greki, w której oznacza palec. Epitet gatunkowy odnosi się do miejsca znalezienia skamieniałości. Najbliższym jego krewnym okazał się zamieszkujący na terenie współczesnych Chin Haopterus, z którym łączy go charakter uzębienia. Rodzaje te zaliczono do nowej rodziny Mimodactylidae, włączając ją do nowego kladu Istiodactyliformes. Do autapomorfii rodzaju zaliczono kość ramienną krótszą od drugiego paliczka skrzydła, z grzebieniem naramienno-piersiowym. Wyróżnia go też zbiór innych cech kości ramiennej, cech podniebienia, zębów, łopatki.